# Demografia da Bahia

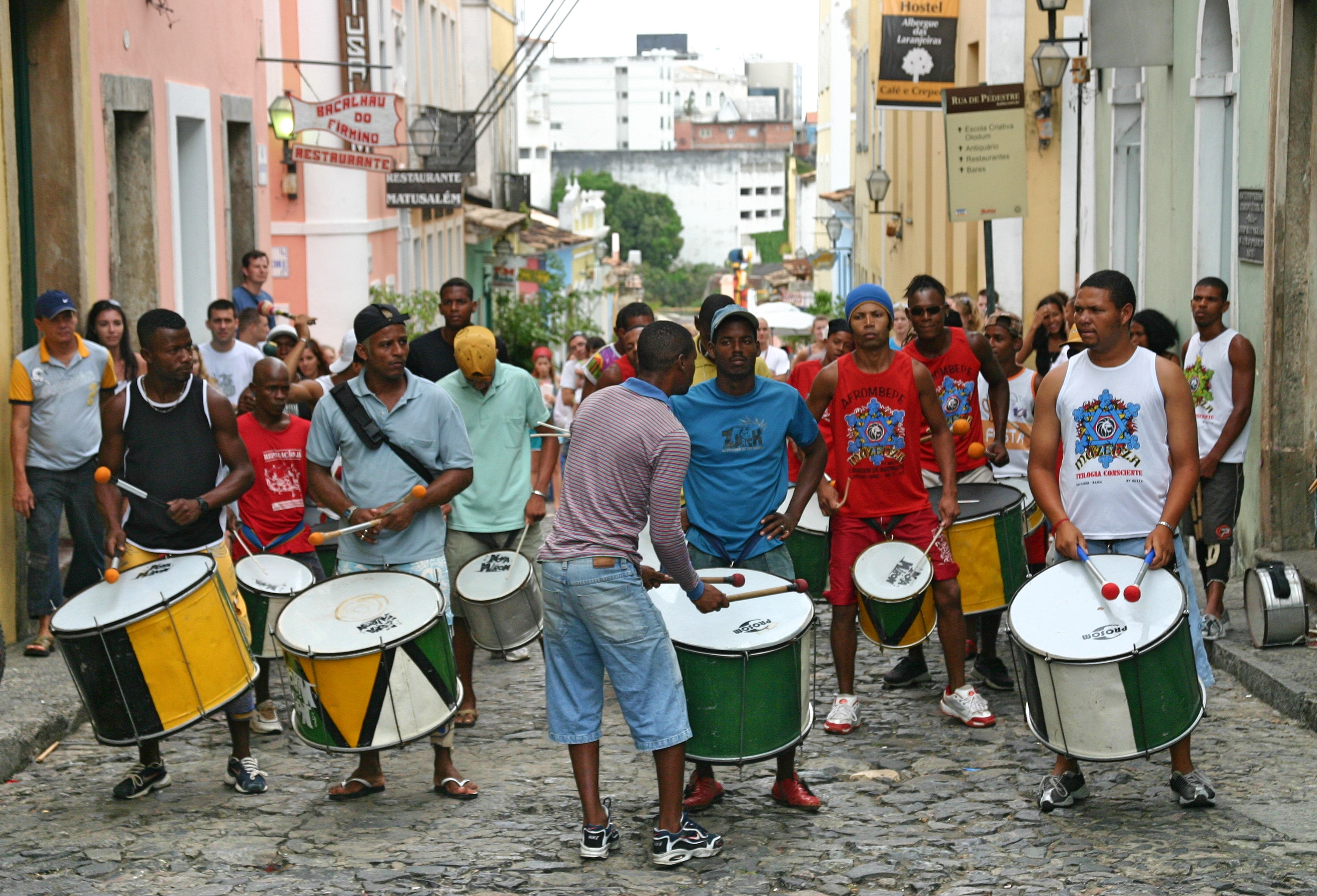
Baianos de Salvador.

A demografia da Bahia é um campo de estudo da demografia, especificamente da demografia do Brasil, com foco no território e população baianas. O estado brasileiro da Bahia possui 15 044 137 habitantes, segundo estimativas de 2013 realizadas pelo Instituto Brasileiro de Geografia e Estatística (IBGE). No país tem a quarta maior população e, quando comparado a países, ocuparia a posição do Equador (65.º, com 13 752 593 habitantes), estando abaixo do Camboja (64.º, com 14 132 398 habitantes). Nacionalmente, os indicadores demográficos e as características da população são verificadas diretamente por meio de operações censitárias realizadas a cada dez anos pelo IBGE, desde sua criação em 1936. No censo demográfico brasileiro, a população é contada em todo o território do Brasil e os resultados são usados pelo governo no desenvolvimento de políticas públicas. Informações estatísticas também são produzidas pela administração pública estadual, nomeadamente pela Superintendência de Estudos Econômicos e Sociais da Bahia (SEI).

## Índices demográficos

### Distribuição e densidade demográficas
A densidade da população baiana, que está espalhada por 564 733,1 quilômetros quadrados, é de 24,82 habitantes por quilômetros quadrados, conforme estimativas de 2013 do IBGE. Isso a coloca como o 15.º estado mais povoado e entre a República Democrática do Congo (148.º, com 25 habitantes por quilômetro quadrado) e o Moçambique (149.º, com 24 habitantes por quilômetro quadrado) e a frente do Brasil (150.º, com 21 habitantes por quilômetro quadrado), ao comparar com países.
Segundo dados de 2000 do IBGE e de 2001 da SEI, apenas 0,2% dos municípios baianos tem a população acima de 500 mil habitantes; 0,5%, a população está entre 200 e 500 mil habitantes; 1,7%, de 100 até 200 mil habitantes; de 50 a 100 mil habitantes, somente 2,7%; de 20 até 50 são 7,7% dos municípios; de 10 até 20 mil habitantes já chega aos 17,1%; de 5 a 10 mil habitantes são 30,1% dos municípios baianos; e 40% dos municípios possuem a população com menos de 5 mil habitantes.
A cidade mais populosa do estado é Salvador (capital do estado, com 2 938 092 habitantes), que também é a quarta cidade brasileira mais populosa, sendo seguida por Feira de Santana, Vitória da Conquista, Camaçari, Itabuna, Juazeiro, Lauro de Freitas, Ilhéus, Jequié, Teixeira de Freitas, Barreiras e Alagoinhas, todas superiores a 150 mil habitantes.

## Composição da população

### Composição étnico-racial
A Bahia é o centro da cultura afro-brasileira e boa parte da sua população é de origem africana, com uma maior porcentagem de pardos, seguidos por pretos e brancos. Segundo indicadores do censo demográfico de 2022, o estado tem oito dos nove municípios no Brasil onde a população autodeclarada preta é maioria, bem como o maior número de 
quilombolas (397.502 pessoas, o que equivale a 2,81% da população total do estado) no país: cinco dos dez municípios de maiores populações quilombolas ficam no estado e 75% dos municípios registraram presença de população quilombola, de acordo com o censo de 2022.

#### Populações indígenas

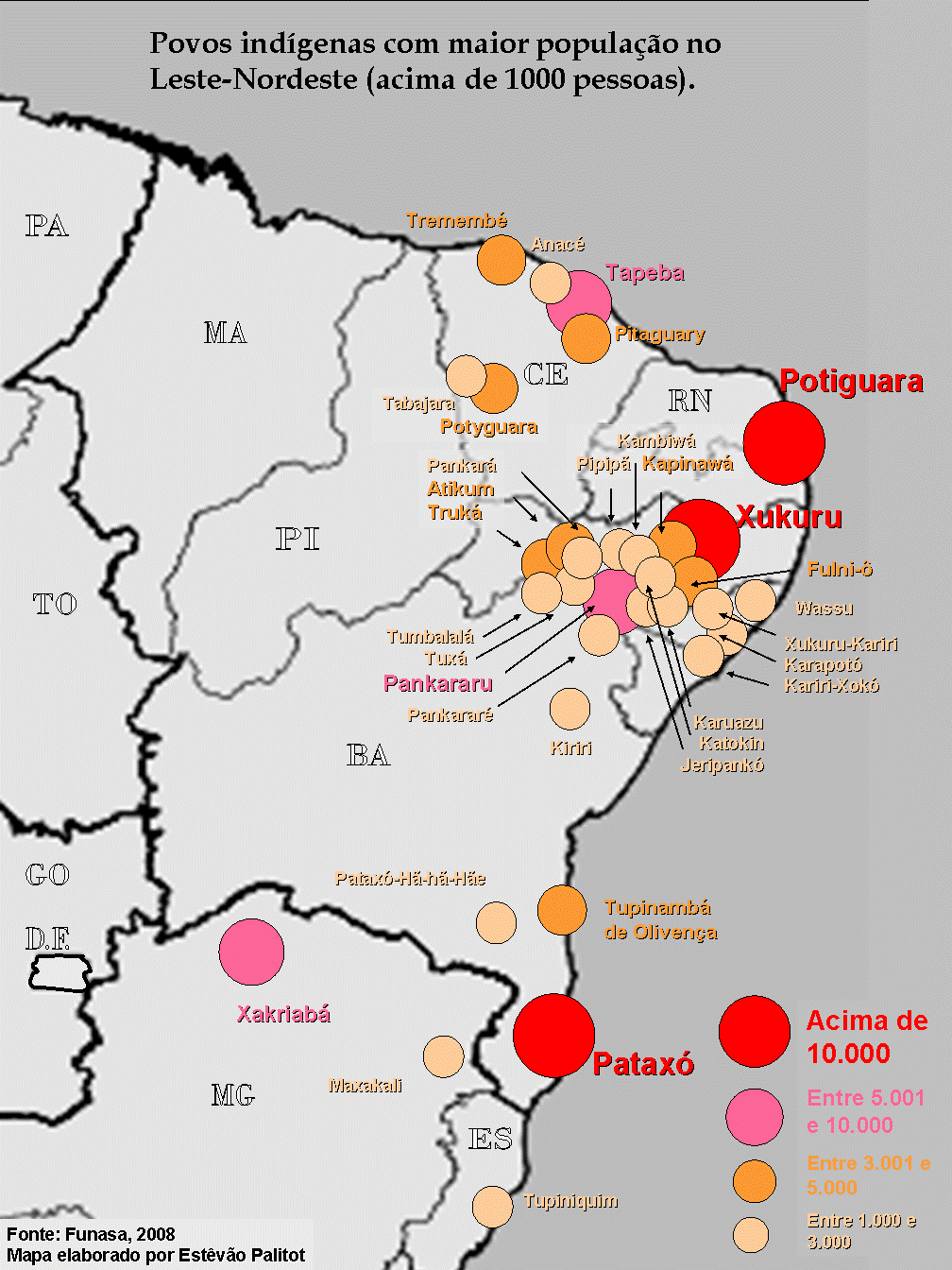
Etnias indígenas mais populosas no Leste-Nordeste.

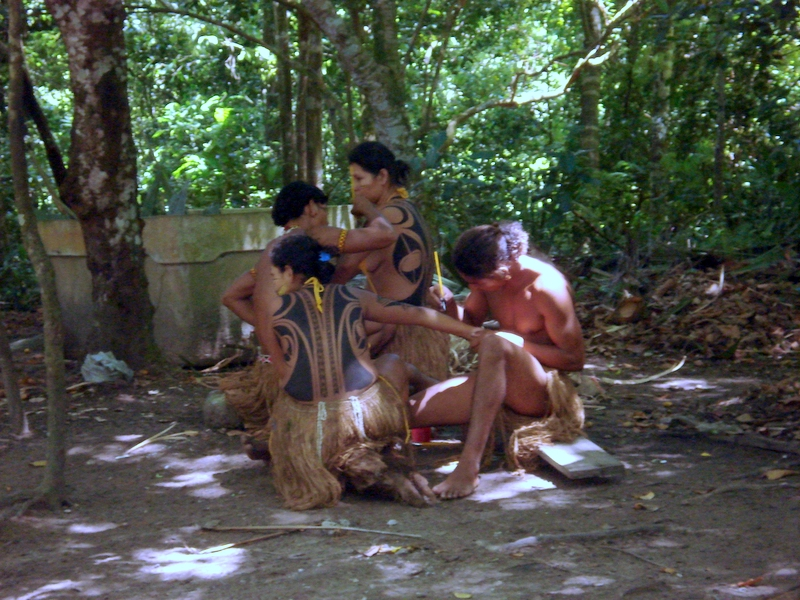
Índios pataxós na Bahia.

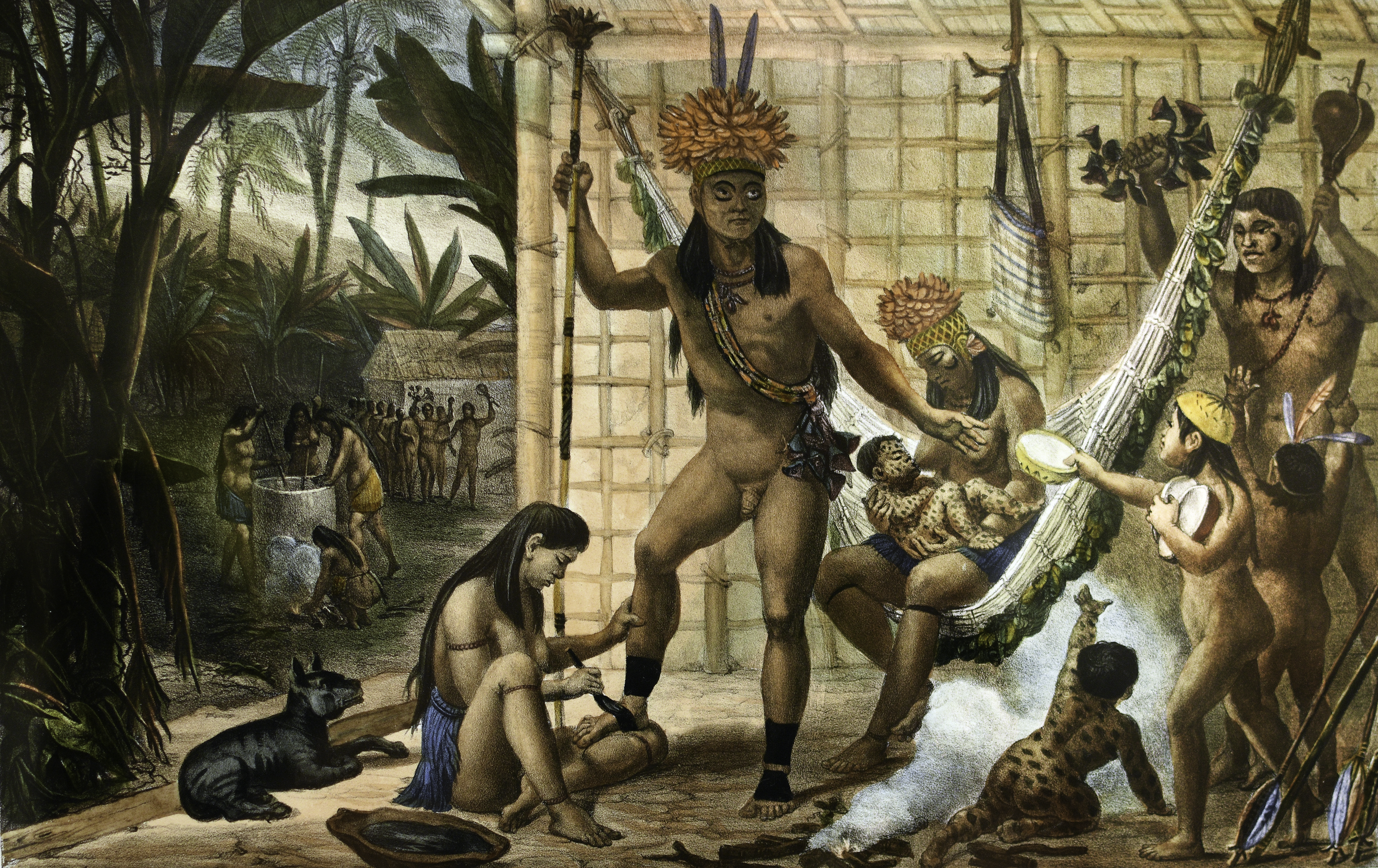
Debret: Família de um chefe Camacã se preparando para a festa.

As populações indígenas localizados na Bahia pertencem, em grande maioria, ao tronco linguístico macro-jê, dentre elas estão os grupos indígenas pataxós, pataxós-hã-hã-hãe, quiriris e os extintos camacãs. Grande parte dos índios vem perdendo o hábito do idioma materno, passando a falar a língua portuguesa. As tribos e aldeias indígenas estão bastante distribuídas pela Bahia em áreas/terras e reservas indígenas.
De acordo com censos e/ou estimativas das populações, há 2 790 pataxós que vivem, principalmente, na costa do atlântico-sul, mas também no interior do estado; 2 219 pataxós-hã-hã-hães vivendo no sudeste baiano nas Áreas Indígenas Fazenda Baiana e Caramuru/Paraguassu; 1 630 tuxás vivendo nas margens do rio São Francisco no norte de Bahia, nas Áreas Indígenas Ibotirama (município de Ibotirama), Rodelas e Nova Rodelas (município de Rodelas), e também em Pernambuco; 1 500 pancararés (Pankararé) que vivem nas Áreas Indígenas Brejo do Burgo e Pankararé, localizadas ao norte da Estação Ecológica do Raso da Catarina, no município de Glória; 1 401 quiriris (Kiriri) morando na Terra Indígena Kiriri, entre os municípios de Ribeira do Pombal e Banzaê, e na Área Indígena Barra à margem esquerda do São Francisco, no município de Muquém de São Francisco; 1 270 caimbés (Kaimbé) espalhados pela Área Indígena Massacará e pelas localidades de Muriti e Tocas, todas dentro do município de Euclides da Cunha; 900 índios tumbalalás; 353 cantarurés (Kantaruré) habitando a Terra Indígena Kantaruré da Batida, no município de Glória; 84 pancarus (Pankaru) que habitam a Reserva Indígena Vargem Alegre, lolaizada ao norte da serra do Ramalho, no município de Bom Jesus da Lapa.
Há também a presença dos tupinambás (tamoios, tupinambás-de-belmonte, de-crateús e de-olivença), geréns, trucás (truká ou tur-ká), aticuns-umãs (aticum ou atikim-umã), xucurus-caririss, etc. O território baiano foi habitado ainda pelos sapuiás, camacãs, entre outros.
No sul da Bahia está localizada a Aldeia da Pedra Branca, à qual pertencia o índio Galdino, que foi queimado vivo por jovens de classe média-alta num ponto de ônibus de Brasília, em 1997.

## Geografia urbana
A população urbana baiana é inferior à média nacional (84%) e regional (72,8%), de forma que a urbanização no estado se desenrola num processo gradual. De 1999 a 2009, a porcentagem urbana da população baiana subiu apenas 7,5 pontos percentuais. Percentualmente, a quantidade de pessoas na zona urbana cresceu 15,16% e, 2010 em relação a 2000, o que dá uma média anual de 1,42% de crescimento populacional urbano.
A relação de Salvador com o entorno é captada por diferentes estudos que detectam, cada um, uma configuração urbana distinta, a exemplo do aglomerado urbano de Salvador, do arranjo urbano-regional de Salvador, da concentração urbana de Salvador e a região de influência de Salvador — isso sem contar a definição legal da Região Metropolitana de Salvador.
A partir de análise do IBGE dos dados do censo brasileiro de 2010, há oito aglomerados urbanos baianos. O maior deles é o formado pela capital e mais oito municípios, no qual 130 mil pessoas tem Salvador como origem ou destino de seus deslocamentos para trabalho ou estudo. Os maiores fluxos são Salvador–Lauro de Freitas; Salvador–Camaçari e Salvador–Simões Filho, que figuram entre entre 10 e 40 mil pessoas entre os pares de cidades. Os outros sete aglomerados são Brejões/Nova Itarana; Cachoeira/Muritiba; Conceição do Almeida/Sapeaçu; Santa Maria da Vitória/São Félix do Coribe; Aurelino Leal/Ubaitaba e Vera Cruz/Itaparica. Há ainda Juazeiro/Petrolina que formam aglomeração urbana fronteiriça, devido ao último situar-se em Pernambuco.

### Rede urbana

Municípios baianos inseridos em algum nível da hierarquia urbana brasileira.

Segundo o estudo do IBGE Regiões de influência das cidades 2007 (REGIC 2007), na hierarquia urbana do Brasil, 54 municípios baianos estão em algum nível hierárquico definido (não é um centro local, não tendo influência). O município a ocupar o mais alto é Salvador, como metrópole regional (██). Em seguida, vem as capitais regionais B (██) Feira de Santana, Ilhéus, Itabuna, Vitória da Conquista; e Juazeiro e Barreiras como capitais regionais C (██), não havendo capitais regionais A no território baiano.
Como centros sub-regionais A (██) tem-se Guanambi, Irecê, Jacobina, Jequié, Paulo Afonso, Santo Antônio de Jesus e Teixeira de Freitas; e centros sub-regionais B (██) Alagoinhas, Bom Jesus da Lapa, Brumado, Cruz das Almas, Eunápolis, Itaberaba, Ribeira do Pombal, Senhor do Bonfim e Valença.
No menor nível, Caetité, Camacan, Conceição do Coité, Ipiaú, Itamaraju, Itapetinga, Macaúbas, Porto Seguro, Santa Maria da Vitória, Seabra, Serrinha, Xique-Xique são classificadas como centros de zona A (██); e Amargosa, Barra, Boquira, Caculé, Capim Grosso, Cícero Dantas, Euclides da Cunha, Gandu, Ibicaraí, Ibotirama, Jaguaquara, Livramento de Nossa Senhora, Nazaré, Paramirim, Poções, Riachão do Jacuípe, Santana, Serra Dourada e Valente, como centros de zona B (██).

Redes triangulares integradas por municípios baianos.

Fora do REGIC 2007, há definição de uma rede urbana triangular no semiárido entre a Bahia e Minas Gerais: Vitória da Conquista e as duas cidades mineiras de Montes Claros e Teófilo Otoni. Elas três integrariam o norte de Minas e os vales de Jequitinhonha e Mucuri. Além disso, existiria mais um trio no semiárido, só que mais ao norte: Juazeiro-BA/Petrolina-PE, Crajubar (Crato, Juazeiro do Norte e Barbalha) no Ceará e Sousa na Paraíba. Esse segundo trio dinamizador é, diferente do primeiro, composto por duas áreas metropolitanas, a Região Administrativa Integrada de Desenvolvimento do Polo Petrolina e Juazeiro e a Região Metropolitana do Cariri.
No sul da Bahia, nas últimas décadas a urbanização e crescimento acelerados tem produzido o complexo Teixeira de Freitas-Eunápolis-Porto Seguro. Embora, seja Microrregião de Porto Seguro a denominação do IBGE, é Teixeira de Freitas que capitaneia o trio do extremo sul.

### Regiões metropolitanas

Localização das áreas metropolitanas no território baiano.
Região Metropolitana de Salvador
Região Metropolitana de Feira de Santana
Área de Expansão Metropolitana de Feira de Santana
Municípios baianos da Região Administrativa Integrada de Desenvolvimento do Polo Petrolina e Juazeiro

As únicas regiões metropolitanas existentes na Bahia são a de Feira de Santana e a da capital, a Região Metropolitana de Salvador. Contudo, com a mesma ideia, mas nome diferente, Juazeiro é a cidade principal do lado baiano da Região Administrativa Integrada de Desenvolvimento do Polo Petrolina e Juazeiro.
A Região Metropolitana de Salvador é uma das oito regiões metropolitanas brasileiras originais, que foram estabelecidas pela lei complementar federal do Brasil de número 14 de 1973. Ela também é a mais populosa e de maior PIB do estado.
A Região Metropolitana de Feira de Santana, cuja cidade principal tem a segunda maior população do interior nordestino (ou seja, excetuando-se as capitais), teve sua criação aprovada pela Assembleia Legislativa da Bahia em 16 de junho de 2011, e oficializada pelo governador Jaques Wagner em 6 de julho de 2011.
A Região Administrativa Integrada de Desenvolvimento do Polo Petrolina e Juazeiro é uma região integrada de desenvolvimento econômico (RIDE), ou seja, uma área metropolitana interestadual. Por meio da lei complementar federal do Brasil de número 113 de 2001, ela foi a segunda RIDE a ser criada, porém, é a menos populosa.
| Área metropolitana                | Legislação   | Número de municípios | Área (km²) | População (2010) | IDH (2000) | PIB (em mil reais) (2008) |
| --------------------------------- | ------------ | -------------------- | ---------- | ---------------- | ---------- | ------------------------- |
| RM de Salvador                    | LCF 14/1973  | 13                   | 4 375,123  | 3 574 804        | 0,794      | 54 276 986,750            |
| RIDE do Polo Petrolina e Juazeiro | LCF 113/2001 | 8                    | 35 436,857 | 717 413          | 0,666      | 5 326 560 152,000         |
| RM de Feira de Santana            | LCE 35/2011  | 6                    | 2 265,426  | 672 701          |            | 7 620 350,751             |

Além dessas já criadas, discute-se a criação das regiões metropolitanas de Vitória da Conquista (com ou sem Jequié), de Ilhéus-Itabuna (ou do Cacau), de Jequié, de Barreiras, de Teixeira de Freitas, de Porto Seguro e de Eunápolis.

### Arranjo urbano-regional de Salvador
Um dos nove arranjos urbano-regionais (AUR) identificados no Brasil, nos estudos urbanos e regionais, é o de Salvador, que tem abrangência sobre o estado e vai em direção à Feira de Santana. A BR-324 que conduz o fluxo de adensamento até Feira implica, pelo sistema viário, importante interiorização da densificação, tipicamente litorânea no Nordeste. O AUR baiano está centralizado na Metrópole Salvador, à qual estão subordinados o Centro Regional Feira de Santana e os centros sub-regionais Santo Antônio de Jesus, Cruz das Almas, Alagoinhas e Valença. Ao fim, o AUR de Salvador mostra a consolidação do polo Salvador e o transbordamento de seu sistema urbano sobre o entorno de cidades próximas, no caso Feira de Santana.
|                                                   |  |                                                          |
| Hierarquia urbana das cidades do AUR de Salvador. |  | Imagem de satélite das luzes a noite no AUR de Salvador. |

## Movimentos populacionais

### Imigração
Polo receptor da imigração japonesa no Brasil, a Bahia é o terceiro estado brasileiro com a maior comunidade de nipo-brasileiros, com 78 449 descendentes de japoneses. Tal número é menor apenas que o de São Paulo e do Paraná.
Em relação aos ciganos, a Bahia é o estado brasileiro onde há a maior quantidade de grupos vivendo, segundo pesquisa do IBGE.
Na Bahia, há importantes comunidades de estrangeiros. A maioria está envolvida, principalmente, em atividades econômicas ligadas ao turismo. Dentre os espanhóis, destacam-se os galegos. Os franceses estão concentrados em Salvador e Litoral Norte.